# ムスチスラフ1世

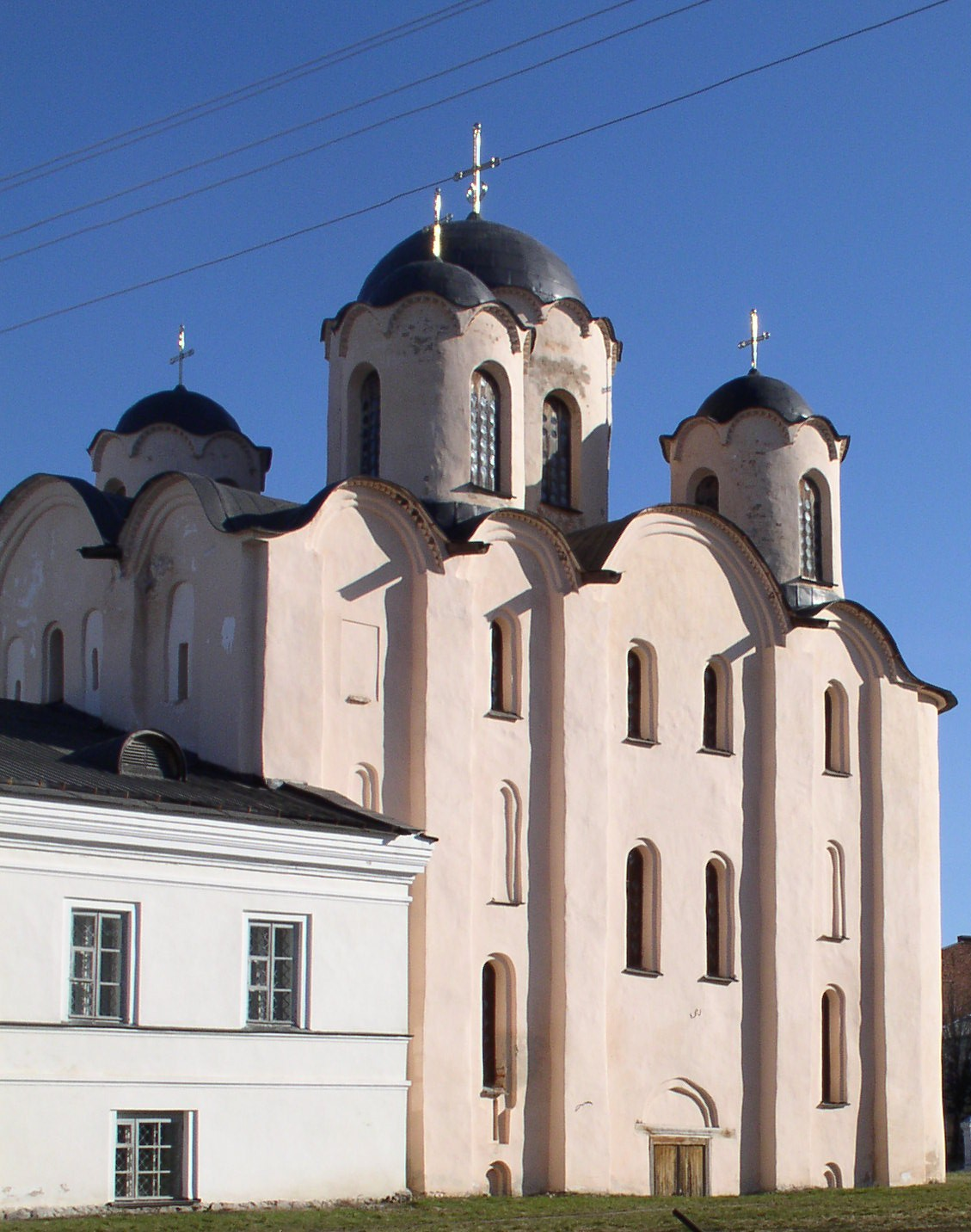
ムスチスラフ1世によって建てられたノヴゴロド近郊の聖ニコライ聖堂、大公の家族を描いた12世紀のフレスコ画が残る

ムスチスラフ1世（Мстислав I Владимирович, 1076年6月1日 - 1132年4月14日）は、ノヴゴロド公（在位：1088年 - 1094年）、ロストフ公（在位：1094年 - 1095年）、ベルゴロド公（在位：1117年 - 1125年）、キエフ大公（在位：1125年 - 1132年）。「偉大なる」ムスチスラフとあだ名される。ウラジーミル・モノマフの長男。

## 生涯
1076年にスモレンスクに生まれる。1093年から95年までロストフ、そしてスモレンスクで過ごす。1111年には父ウラジーミルとクマン人（ポロヴェツ）に遠征する。1116年に再度遠征し、彼らの町を奪う。1125年、父の死に伴いキエフ大公位を相続する。1130年にチュヂ族討伐のために遠征。1132年に死去し、大公位は弟のヤロポルク2世に渡った。ムスチスラフの治世は大公国が統一と力強さを示した最後の時代となった。

## 子女
1095年にスウェーデン王インゲ1世の娘クリスティーナと結婚し、10人の子女をもうけた。
- インゲボルガ（1100年頃 - 1137年以降） - ユトランド伯クヌーズ・レーヴァートと結婚、デンマーク王ヴァルデマー1世の母親
- マルムフレッド（1095/1102年 - 1137年以降） - ノルウェー王シグルド1世と結婚、デンマーク王エリク2世と再婚
- エウプラキヤ(ru)（? - 1131年） - 東ローマ皇帝ヨハネス2世コムネノスの長男アレクシオス・コムネノスと結婚
- フセヴォロド（1095年以降 - 1138年） - ノヴゴロド公
- マリヤ（アガフィヤ、1110/3年 - 1179/81年） - フセヴォロド2世と結婚、子女5人
- イジャスラフ2世（1097年 - 1154年） - キエフ大公
- ロスチスラフ1世（? - 1167年） - キエフ大公
- スヴャトポルク（? - 1154年）
- ログネダ - ヴォルィーニ公ヤロスラフと結婚
- クセニヤ - イジャスラヴリ公ブリャチスラフと結婚

クリスティーナと死別（1122年1月18日）後、ノヴゴロド市長のドミトル・ザヴィジチ(ru)の娘リュバヴァと再婚し、3人の子女をもうけた。
- ヤロポルク(ru)
- ウラジーミル（1132年 - 1173年） - キエフ大公
- エウフロシヤ（1130年 - 1186年） - ハンガリー王ゲーザ2世と結婚、子女6人